# Piacenza Calcio 1919 2014-2015
In questa pagina sono raccolte le informazioni sulle competizioni ufficiali disputate dalla S.S.D. Piacenza Calcio 1919 nella stagione 2014-2015.

## Stagione
Nella stagione 2014-2015 il Piacenza disputa il settimo campionato nei dilettanti della sua storia, partecipando alla Serie D nel girone D.
La stagione si apre con una rivoluzione della rosa, partono tutti i giocatori tranne Volpe, Marrazzo, Minasola, Ferrari e Sanashvili e arrivano elementi che hanno giocato soprattutto in categorie superiori, tra questi fa ritorno a Piacenza lo svincolato Francesco Lisi; come allenatore ritorna Francesco Monaco, che aveva lasciato la panchina per il fallimento della vecchia società.
Nella Coppa Italia di Serie D si fermano al secondo turno, perdendo in casa per 2-0 contro l'Aurora Seriate.
Il Piacenza in campionato parte subito bene e dopo 10 giornate è in vetta alla classifica, però dopo la partita persa con il Rimini la squadra incanala una serie di risultati negativi, e a fine girone di andata scende in quinta posizione. Nella sessione invernale Carmine Marrazzo lascia la squadra dopo tre stagioni. Ad inizio girone di ritorno, dopo l'ennesima sconfitta, viene esonerato l'allenatore Monaco, e il giorno seguente viene subito sostituito da Luciano De Paola che in estate era già stato contattato dalla società. Al termine del campionato il Piacenza si classifica al quarto posto, anche se a pari punti con la terza classificata Correggese, per differenza reti. Prende parte ai play-off: nella prima gara affronta la quinta classificata Este, battendola al Garilli per 2-0, ma al turno successivo i playoff per i biancorossi finiscono con una sconfitta in trasferta per 2-0 dal Delta Porto Tolle Rovigo, che si era classificato secondo nel girone.

## Divise e sponsor
Lo sponsor principale per la stagione 2014-2015 è Lpr (e marchi associati), appena sotto Banca Centropadana, dietro in alto LTP, in basso Unicef e nei pantaloncini Rossetti Market, lo sponsor tecnico rimane la Macron.
| Casa | Trasferta | Terza maglia |

## Organigramma societario
Area direttiva
- Presidente: Marco Gatti
- Presidente onorario: Stefano Gatti
- Vice presidente: Paolo Seccaspina
- Direttore generale: Marco Scianò

Area tecnica
- Direttore sportivo: Andrea Bottazzi, dal 26 maggio 2015 Massimo Cerri[7]
- Allenatore: Francesco Monaco, dal 5 gennaio 2015 Luciano De Paola[8]
- Allenatore in 2º: Vincenzo Rodia, dal 5 gennaio 2015 Massimo Cerri
- Allenatore dei portieri: Stefano Lazzara
- Preparatore atletico: Gianfranco Baggi

## Rosa
Rosa aggiornata al 12 maggio 2015. Sono in corsivo i giocatori che hanno lasciato la società durante la stagione.
| N. |                    | Ruolo | Calciatore         |
| -- | ------------------ | ----- | ------------------ |
|    | Italia (bandiera)  | P     | Matteo Ferrari     |
|    | Italia (bandiera)  | P     | Stefano Cabrini    |
|    | Italia (bandiera)  | P     | Emanuele Di Graci  |
|    | Italia (bandiera)  | P     | Stefano Tarolli    |
|    | Italia (bandiera)  | D     | Luca Battistotti   |
|    | Italia (bandiera)  | D     | Rodolfo Cifarelli  |
|    | Italia (bandiera)  | D     | Umberto Colicchio  |
|    | Italia (bandiera)  | D     | Alessandro Di Maio |
|    | Italia (bandiera)  | D     | Massimiliano Mei   |
|    | Italia (bandiera)  | D     | Marco Ruffini      |
|    | Italia (bandiera)  | D     | Lorenzo Strozzi    |
|    | Italia (bandiera)  | D     | Marcello Adiansi   |
|    | Italia (bandiera)  | D     | Davide Zagnoni     |
|    | Georgia (bandiera) | D     | Shalva Sanashvili  |
|    | Italia (bandiera)  | C     | Sergio Corso       |
|    | Italia (bandiera)  | C     | Mauro Redaelli     |

| N. |                   | Ruolo | Calciatore            |
| -- | ----------------- | ----- | --------------------- |
|    | Italia (bandiera) | C     | Francesco Lisi        |
|    | Italia (bandiera) | C     | Stefano Mauri         |
|    | Italia (bandiera) | C     | Andrea Montanari      |
|    | Italia (bandiera) | C     | Pierangelo Tarantino  |
|    | Italia (bandiera) | A     | Alessandro Bertazzoli |
|    | Italia (bandiera) | A     | Matteo Delfanti       |
|    | Italia (bandiera) | A     | Matteo Girometta      |
|    | Italia (bandiera) | A     | Saber Hraiech         |
|    | Italia (bandiera) | A     | Daniele Filaggi       |
|    | Italia (bandiera) | A     | Carmine Marrazzo      |
|    | Italia (bandiera) | A     | Alessandro Minasola   |
|    | Italia (bandiera) | A     | Emanuele Orlandi      |
|    | Italia (bandiera) | A     | Christian Tiboni      |
|    | Italia (bandiera) | A     | Paolo Zanardo         |
|    | Italia (bandiera) | A     | Francesco Volpe       |

## Calciomercato

### Sessione estiva
| Acquisti | Acquisti             | Acquisti     | Acquisti   |
| R.       | Nome                 | da           | Modalità   |
| -------- | -------------------- | ------------ | ---------- |
| P        | Matteo Ferrari       | Parma        | definitivo |
| P        | Emanuele Di Graci    | Varese       | prestito   |
| D        | Umberto Colicchio    | Pro Piacenza | definitivo |
| D        | Marco Ruffini        | Castiglione  | definitivo |
| D        | Lorenzo Strozzi      | Fiorenzuola  | definitivo |
| D        | Davide Zagnoni       | Parma        | prestito   |
| D        | Massimiliano Mei     | Real Vicenza | definitivo |
| D        | Marcello Adiansi     | Atalanta     | prestito   |
| C        | Sergio Corso         | Parma        | prestito   |
| C        | Francesco Lisi       |              | svincolato |
| C        | Stefano Mauri        | Lecco        | definitivo |
| C        | Matteo Nichele       | Pordenone    | definitivo |
| C        | Pierangelo Tarantino | Celano       | definitivo |
| A        | Matteo Delfanti      | Pro Piacenza | definitivo |
| A        | Matteo Girometta     | Caravaggio   | definitivo |
| A        | Saber Hraiech        | Entella      | prestito   |
| A        | Emanuele Orlandi     | Castiglione  | definitivo |

| Cessioni | Cessioni             | Cessioni            | Cessioni      |
| R.       | Nome                 | a                   | Modalità      |
| -------- | -------------------- | ------------------- | ------------- |
| P        | Riccardo Bertozzi    | Parma               | fine prestito |
| P        | Marco Serena         | Asti                | svincolato    |
| D        | Mattia Benedetti     | Udinese             | fine prestito |
| D        | Alessandro Cavicchia | Fidentina           | svincolato    |
| D        | Samuele Emiliano     | Acqui               | svincolato    |
| D        | Luca Meregalli       | Virtus Castelfranco | svincolato    |
| D        | Giovanni Rossi       |                     | svincolato    |
| D        | Diego Tognassi       | Aurora Seriate      | svincolato    |
| C        | Lorenzo Alessandroni | Parma               | fine prestito |
| C        | Mattia Bovi          | Virtus Castelfranco | svincolato    |
| C        | Michele Colombo      | Atalanta            | fine prestito |
| C        | Simone Fumasoli      |                     | svincolato    |
| C        | Matteo Nichele       | Padova              | definitivo    |
| C        | Nicola Milani        | Sancolombano        | svincolato    |
| C        | Daniele Orlandini    |                     | svincolato    |
| C        | Alberto Pignat       | Venezia             | fine prestito |
| C        | Andrea Sgariboldi    |                     | svincolato    |
| C        | Mario Tacchinardi    | Ciliverghe Mazzano  | svincolato    |
| A        | Giovanni Amodeo      | Civitanovese        | svincolato    |
| A        | Alessio De Vecchis   | Formigine           | svincolato    |
| A        | Paolo Martino        | Parma               | fine prestito |

### Sessione invernale
| Acquisti | Acquisti              | Acquisti       | Acquisti   |
| R.       | Nome                  | da             | Modalità   |
| -------- | --------------------- | -------------- | ---------- |
| P        | Stefano Tarolli       | Foggia         | prestito   |
| D        | Rodolfo Cifarelli     | Fidelis Andria | definitivo |
| D        | Alessandro Di Maio    | Seregno        | definitivo |
| C        | Andrea Montanari      | Foligno        | definitivo |
| A        | Alessandro Bertazzoli | Aurora Seriate | definitivo |
| A        | Christian Tiboni      | Padova         | definitivo |

| Cessioni | Cessioni          | Cessioni       | Cessioni      |
| R.       | Nome              | a              | Modalità      |
| -------- | ----------------- | -------------- | ------------- |
| P        | Matteo Ferrari    |                | svincolato    |
| D        | Marcello Adiansi  | Atalanta       | fine prestito |
| D        | Massimiliano Mei  |                | svincolato    |
| D        | Shalva Sanashvili | Sestri Levante | prestito      |
| C        | Mauro Redaelli    |                | svincolato    |
| A        | Daniele Filaggi   |                | svincolato    |
| A        | Carmine Marrazzo  | AltoVicentino  | definitivo    |
| A        | Paolo Zanardo     | Abano          | svincolato    |

## Risultati

### Serie D girone D

#### Girone di andata
| Arbitro: | D'Ascanio (Ancona) |

|              |           |                   |
| Bernacci 76’ | Marcatori | 26’ Volpe 41’ Mei |

| Arbitro: | Miele (Torino) |

|          |           |                  |
| Lisi 10’ | Marcatori | 22’ Franceschini |

| Arbitro: | Sartori (Padova) |

|           |           |              |
| Negri 30’ | Marcatori | 88’ Minasola |

| Arbitro: | Garoffolo (Vibo Valentia) |

|                      |           |           |
| Lisi 42’ Ruffini 84’ | Marcatori | 46’ Ponce |

| Arbitro: | Mantelli (Brescia) |

|           |           |  |
| Sanni 78’ | Marcatori |  |

| Arbitro: | Pasciuta (Agrigento) |

|                              |           |             |
| Marazzo 37’, 54’, 84’ (rig.) | Marcatori | 18’ Gusella |

| Arbitro: | Feliciani (Teramo) |

|                                          |           |  |
| Marazzo 19’, 22’, 39’, 70’ Tarantino 85’ | Marcatori |  |

| Rovigo 19 ottobre 2014, ore 15:00 8ª giornata | Delta Porto Tolle   | 0 – 0 referto | Piacenza | Stadio Francesco Gabrielli\| Arbitro: \| Provesi (Treviglio) \| |
| Arbitro:                                      | Provesi (Treviglio) |               |          |                                                                 |

| Arbitro: | Fichera (Catania) |

|                                |           |                    |
| Zanardo 60’ Marazzo 65’ (rig.) | Marcatori | 62’ (rig.) Mezgour |

| Arbitro: | Volpi (Arezzo) |

|  |           |                      |
|  | Marcatori | 4’ Volpe 25’ Zanardo |

| Arbitro: | De Remigis (Teramo) |

|  |           |         |
|  | Marcatori | 9’ Pera |

| Arbitro: | Jouness (Torino) |

|                                                        |           |                           |
| Franciosi 14’, 70’ Cacurio 40’ (rig.) Rocco 92’ (rig.) | Marcatori | 38’ Orlandi 64’ Girometta |

| Arbitro: | Detta (Mantova) |

|                      |           |                              |
| Lisi 17’ Orlandi 27’ | Marcatori | 31’ Perna 47’, 71’ Grandolfo |

| Formigine 23 novembre 2014, ore 14:30 14ª giornata | Formigine        | 0 – 0 referto | Piacenza | Stadio Comunale Pincelli\| Arbitro: \| Gualtieri (Asti) \| |
| Arbitro:                                           | Gualtieri (Asti) |               |          |                                                            |

| Arbitro: | Vigile (Cosenza) |

|                                  |           |              |
| Lisi 4’ Marrazzo 46’ Hraiech 50’ | Marcatori | 41’ Cubillos |

| Arbitro: | Meloni (Carbonia) |

|                                                  |           |          |
| Bonaventura 25’, 59’ Selleri 33’ Hyeremateng 82’ | Marcatori | 6’ Volpe |

| Arbitro: | De Tullio (Bari) |

|                         |           |  |
| Bertazzoli 8’ Volpe 25’ | Marcatori |  |

| Arbitro: | Mansi (Nocera Inferiore) |

|  |           |             |
|  | Marcatori | 48’ Hraiech |

| Arbitro: | Zingarelli (Siena) |

|            |           |                                                     |
| Tiboni 92’ | Marcatori | 13’ Beghetto 14’ Turea 37’ (aut.) Di Maio 82’ Rubbo |

#### Girone di ritorno
| Piacenza 10 gennaio 2015, ore 14:30 20ª giornata | Piacenza        | 0 – 0 referto | Bellaria Igea Marina | Stadio Leonardo Garilli\| Arbitro: \| Gosetto (Schio) \| |
| Arbitro:                                         | Gosetto (Schio) |               |                      |                                                          |

| Arbitro: | Ceccon (Lovere) |

|  |           |                                                          |
|  | Marcatori | 10’ Girometta 57’ (aut.) Ianneo 60’ Corso 78’ Bertazzoli |

| Piacenza 21 gennaio 2015, ore 14:30 22ª giornata | Piacenza             | 0 – 0 referto | Virtus Castelfranco | Stadio Leonardo Garilli\| Arbitro: \| Perenzoni (Rovereto) \| |
| Arbitro:                                         | Perenzoni (Rovereto) |               |                     |                                                               |

| Arbitro: | Siciliani (Genova) |

|             |           |                        |
| Colombo 15’ | Marcatori | 70’ Tiboni 95’ Ruffini |

| Arbitro: | D'Ambrogio (Frosinone) |

|  |           |              |
|  | Marcatori | 74’ Cretella |

| Arbitro: | Tedesco (Pisa) |

|  |           |                                          |
|  | Marcatori | 6’, 60’ Lisi 46’ Montanari 76’ Girometta |

| Arbitro: | Cenami (Rieti) |

|  |           |             |
|  | Marcatori | 49’ Orlandi |

| Arbitro: | Cudini (Fermo) |

|          |           |  |
| Lisi 75’ | Marcatori |  |

| Arbitro: | Buonocore (Marsala) |

|  |           |           |
|  | Marcatori | 34’ Mauri |

| Arbitro: | D'Ascanio (Ancona) |

|                       |           |  |
| Ruffini 15’ Volpe 74’ | Marcatori |  |

| Arbitro: | Chindemi (Viterbo) |

|             |           |  |
| Tedesco 71’ | Marcatori |  |

| Arbitro: | Agrò (Terni) |

|                                           |           |                 |
| Volpe 12’ (rig.) Bertazzoli 23’ Mauri 89’ | Marcatori | 64’, 94’ Bolchi |

| Arbitro: | Marchetti (Ostia Lido) |

|  |           |               |
|  | Marcatori | 62’ Girometta |

| Arbitro: | Zufferli (Udine) |

|                                              |           |             |
| Bertazzoli 4’, 57’ Hraiech 11’, 55’ Lisi 32’ | Marcatori | 40’ Orlando |

| Arbitro: | Minafra (Roma) |

|                   |           |                       |
| Cubillos 49’, 63’ | Marcatori | 20’ Ruffini 25’ Volpe |

| Arbitro: | Santorelli (Salerno) |

|           |           |  |
| Volpe 92’ | Marcatori |  |

| Arbitro: | Berger (Pinerolo) |

|                                 |           |                          |
| Guglieri 80’ (rig.) Franchi 85’ | Marcatori | 6’ Girometta 13’ Hraiech |

| Arbitro: | Parrella (Battipaglia) |

|             |           |  |
| Hraiech 24’ | Marcatori |  |

| Este 10 maggio 2015, ore 15:00 38ª giornata | Este                 | 0 – 0 referto | Piacenza | Nuovo Stadio Comunale\| Arbitro: \| Meraviglia (Pistoia) \| |
| Arbitro:                                    | Meraviglia (Pistoia) |               |          |                                                             |

### Play-off
| Arbitro: | Mansi (Nocera Inferiore) |

|                                  |           |  |
| Beghin 43’ (aut.) Bertazzoli 65’ | Marcatori |  |

| Arbitro: | Nicoletti (Catanzaro) |

|                            |           |  |
| Pradolin 62’ Capellupo 75’ | Marcatori |  |

### Coppa Italia Serie D
| Piacenza 31 agosto 2014, ore 16:00 Primo turno     | Piacenza  | 1 – 0 referto | Fiorenzuola | Stadio Leonardo Garilli |
| \| \| \| \| \| Volpe 64’ (rig.) \| Marcatori \| \| |           |               |             |                         |
|                                                    |           |               |             |                         |
| Volpe 64’ (rig.)                                   | Marcatori |               |             |                         |

| Piacenza 10 settembre 2014, ore 15:00 Secondo Turno       | Piacenza  | 0 – 2 referto           | Aurora Seriate | Stadio Leonardo Garilli |
| \| \| \| \| \| \| Marcatori \| 35’ Zanga 93’ Baldrighi \| |           |                         |                |                         |
|                                                           |           |                         |                |                         |
|                                                           | Marcatori | 35’ Zanga 93’ Baldrighi |                |                         |

## Statistiche
Statistiche aggiornate al 5 giugno 2015.

### Statistiche di squadra
| Competizione         | Punti | In casa | In casa | In casa | In casa | In casa | In casa | In trasferta | In trasferta | In trasferta | In trasferta | In trasferta | In trasferta | Totale | Totale | Totale | Totale | Totale | Totale | DR  |
| Competizione         | Punti | G       | V       | N       | P       | Gf      | Gs      | G            | V            | N            | P            | Gf           | Gs           | G      | V      | N      | P      | Gf     | Gs     | DR  |
| -------------------- | ----- | ------- | ------- | ------- | ------- | ------- | ------- | ------------ | ------------ | ------------ | ------------ | ------------ | ------------ | ------ | ------ | ------ | ------ | ------ | ------ | --- |
| Serie D - Girone D   | 72    | 19      | 11      | 3       | 4       | 34      | 17      | 19           | 9            | 5            | 5            | 26           | 17           | 38     | 21     | 8      | 9      | 60     | 34     | +26 |
| Coppa Italia Serie D |       | 2       | 1       | 0       | 1       | 1       | 2       | -            | -            | -            | -            | -            | -            | 2      | 1      | 0      | 1      | 1      | 2      | -1  |
| Play-off - Girone D  |       | 1       | 1       | 0       | 0       | 2       | 0       | 1            | 0            | 0            | 1            | 0            | 2            | 2      | 1      | 0      | 1      | 2      | 2      | 0   |
| Totale               |       | 22      | 13      | 3       | 5       | 37      | 19      | 20           | 9            | 5            | 6            | 26           | 19           | 42     | 23     | 8      | 11     | 63     | 38     | +25 |

### Andamento in campionato
| Giornata  | 1 | 2 | 3 | 4 | 5 | 6 | 7 | 8 | 9 | 10 | 11 | 12 | 13 | 14 | 15 | 16 | 17 | 18 | 19 | 20 | 21 | 22 | 23 | 24 | 25 | 26 | 27 | 28 | 29 | 30 | 31 | 32 | 33 | 34 | 35 | 36 | 37 | 38 |
| --------- | - | - | - | - | - | - | - | - | - | -- | -- | -- | -- | -- | -- | -- | -- | -- | -- | -- | -- | -- | -- | -- | -- | -- | -- | -- | -- | -- | -- | -- | -- | -- | -- | -- | -- | -- |
| Luogo     | T | C | T | C | T | C | C | T | C | T  | C  | T  | C  | T  | C  | T  | C  | T  | C  | C  | T  | C  | T  | C  | T  | T  | C  | T  | C  | T  | C  | T  | C  | T  | C  | T  | C  | T  |
| Risultato | V | N | N | V | P | V | V | N | V | V  | P  | P  | P  | N  | V  | P  | V  | V  | P  | N  | V  | N  | V  | P  | V  | V  | V  | V  | V  | P  | V  | V  | V  | N  | V  | P  | V  | N  |
| Posizione | 3 | 5 | 6 | 5 | 6 | 3 | 2 | 2 | 1 | 1  | 4  | 5  | 5  | 6  | 5  | 6  | 5  | 5  | 5  | 5  | 5  | 5  | 5  | 5  | 5  | 5  | 4  | 4  | 4  | 4  | 4  | 3  | 3  | 4  | 3  | 4  | 3  | 4  |

Legenda:

Luogo: C = Casa; T = Trasferta. Risultato: V = Vittoria; N = Pareggio; P = Sconfitta.